# 윤무부
윤무부(尹茂夫, 1941년 4월 15일~2025년 8월 15일)는 대한민국의 생물학자이다. 

## 생애

### 생애 초기
1941년 4월 15일 일제강점기 시기의 경상남도 통영군 이운면(현 거제시 장승포동)에서 출생하였다. 그는 바다와 산이 맞닿아 있는 통영·거제 지역에서 유년 시절을 보내며, 풍부한 자연환경 속에서 성장하였다. 이러한 환경은 어린 시절부터 그로 하여금 새와 자연에 대한 깊은 관심을 갖게 하였고, 이는 훗날 조류학자로서의 학문적 길을 걷게 되는 토대가 되었다. 이후 그는 학업을 이어가기 위하여 서울로 유학하였으며, 고향의 자연에 대한 애정은 평생 학문적 열정으로 계승되어 그의 연구와 교육 활동의 근간을 이루었다.
1960년 서울의 한영고등학교를 졸업하였다. 경희대학교 생물학과에 진학하여 1964년 학사 학위를, 1969년 석사 학위를 각각 취득하였다. 이 시기 그는 생물학적 지식을 폭넓게 습득하였으며, 특히 조류에 관한 학문적 기초를 다지게 되었다.
그의 학문적 열정은 이에 그치지 않고 더욱 심화되었으며, 1995년에는 한국교원대학교 대학원에서 조류 관련 연구로 이학박사 학위를 취득하였다. 학창 시절부터 이어진 꾸준한 학문적 탐구와 자연에 대한 애정은, 훗날 그가 한국 조류학의 권위자로 자리매김하는 기반이 되었다.

### 박사 과정과 학문적 완성
학문적 성취를 한층 더 심화하기 위하여 박사 과정에 진입하였다. 그는 1995년 한국교원대학교 대학원에서 조류학 관련 연구를 수행하여 이학박사 학위를 취득하였다. 이 과정에서 그는 조류의 생태와 행동, 그리고 교육적 활용 가능성에 대한 학문적 토대를 확립하였다.
박사 과정에서의 연구는 단순한 학문적 성과를 넘어, 생물학과 조류학을 결합한 독창적인 연구 방향을 마련하는 계기가 되었다. 더불어 자연 관찰과 생태 교육을 접목하려는 시도는 후학 양성과 대중적 학문 보급에도 큰 영향을 미쳤다.
결과적으로, 박사 학위 취득은 윤무부 교수가 평생을 바쳐온 조류학 연구를 체계적으로 정립하는 전환점이 되었으며, 이는 그가 한국 조류학의 대표적 학자로 자리매김하는 데 결정적인 기반이 되었다.

### 경력의 시작: 교수로서의 길
1979년 경희대학교 생물학과 교수로 임용되면서 본격적인 학문적 여정을 시작하였다. 그는 학부 및 대학원에서 조류학과 생물학 전반을 강의하며, 학문적 탐구와 교육을 병행하였다. 초기 교수 시절부터 철저한 야외 관찰과 실험적 연구를 통해 조류의 생태와 행동을 규명하는 데 주력하였고, 이를 토대로 국내 조류학 연구의 기틀을 확립하였다.
그는 학문적 연구에만 국한되지 않고, 대중에게 조류학을 알리는 데에도 큰 노력을 기울였다. 강의와 연구 활동 외에도 방송과 저술을 통해 조류와 자연 생태의 중요성을 널리 알렸으며, 이러한 활동은 학문적 성취와 더불어 사회적 공헌으로 이어졌다.
윤 교수는 성실한 학문적 태도와 교육적 열정을 바탕으로 수많은 제자를 길러냈으며, 이들 가운데 상당수는 훗날 국내외 생물학계와 환경 분야에서 중추적인 역할을 담당하게 되었다. 그는 2006년 8월 31일 정년퇴임 시까지 약 30년간 교수로 봉직하며, 한국 조류학의 대중화와 학문적 발전에 지대한 공헌을 하였다.
퇴임 이후 경희대학교 명예교수로 추대된 것은, 그가 학문 연구와 교육, 그리고 조류학의 대중적 보급에 기여한 공적을 높이 평가받은 결과였다. 명예교수로서 그는 연구 활동을 완전히 멈추지 않고 조류 생태에 관한 저술과 강연을 지속하였으며, 방송 및 언론 활동을 통해 일반 대중에게 새와 자연의 세계를 친숙하게 소개하였다. 이를 통해 그는 학문적 성과를 사회와 공유하고 자연 보호 의식을 확산시키는 데 크게 기여하였다.
특히 정년 이후에도 그의 열정은 변함이 없었으며, ‘새 박사’라는 애칭으로 불리며 학문적 권위와 대중적 인지도를 동시에 지닌 조류학자로 자리매김하였다. 따라서 명예교수로서의 시기는 단순히 연구 경력의 종결이 아니라, 학문과 사회를 잇는 교량으로서 특별한 의미를 지닌 시기라 할 수 있다.

### 말년
2006년 편마비와 언어 장애, 시야 흐림 등의 증상을 보여 긴급히 병원으로 이송되었으며, 뇌경색 진단을 받았다. 당시 그는 전조 증상을 참고 지내다 치료 시기를 놓친 결과였으나, 이후 집중적인 치료와 꾸준한 재활을 통하여 건강을 회복하였고 다시 강단에 복귀하였다.
그는 훗날 당시의 상황을 회고하며, “의사가 ‘죽는다’고 하니 새가 가장 먼저 떠올랐다”고 밝힌 바 있다. 이는 새에 대한 그의 애정과 더불어 삶에 대한 강한 의지를 단적으로 보여주는 대목이라 할 수 있다.
2025년 8월 15일 0시 1분경 경희의료원에서 세상을 떠났다. 이는 그의 향년 84세의 일기로, 평생을 조류학 연구와 교육, 그리고 자연 보전의 대중화에 헌신한 한 학자의 삶이 그날로 마무리되었다.

## 학력
- 1960년 한영고등학교 졸업
- 1964년 경희대학교 생물학 학사
- 1969년 경희대학교 대학원 생물학 석사
- 1995년 한국교원대학교 대학원 생물교육학 박사

## 출연작

### CF 광고
- 1988 ~ 1996년 오뚜기 식품
- 1993년 크라운베이커리
- 1995년 웅진코웨이 공기청정기 카나리아
- 2003년 엠파스
- 2004년 삼성전자 삼성DVD콤보레코더
- 2014년 엔씨소프트 아이온

### TV프로그램
- KBS 《퀴즈탐험 신비의 세계》해설위원
- KBS 《TV는 사랑을 싣고》 게스트
- SBS 《순간포착 세상에 이런일이》 출연
- KBS 《가족오락관》 게스트

## 저서
- 《한국의 새》, 웅진출판, 1984년

야생조류와 매미들의 소리를 녹음한 오디오북이다.
- 《한국의 천연기념물》, 교학사, 1998년
- 《새박사,새를 잡다》, 중앙 M&B, 2004년